# Bathory
|  | Aquest article tracta sobre la família aristocràtica. Vegeu-ne altres significats a «Bathory (desambiguació)». |

Els Bathory foren una de les famílies aristocràtiques més importants de l'Europa Central entre els segles XV i XVII. Els orígens d'aquesta família s'han de cercar al clan Gutkeled i el seu escat d'armes els fou concedit l'any 1325. La família Bathory es dividia en dues branques, d'una banda els Bathory Somlyo i d'altra els Bathory d'Ecsed. A ella van pertànyer membres notables com:
- István Bathory (1435–1493): Governador de Transsilvània. Cèlebre per la victòria que assolí sobres els turcs a Kenyermezae el 1479.
- Miklos Bathory (1435–1506): Bisbe de Vác.
- István Bathory (1477-1534): Governador de Transsilvània. Fou palatí d'Hongria, i contribuí molt a l'elecció de Ferran d'Àustria com rei d'Hongria.
- Esteve Bathory I (1533-1586): Fill gran d'István Bathory. Príncep de Transsilvània i posteriorment Rei de Polònia i Lituània.
- Cristòfol Bathory (1530-1581): Germà més petit d'Esteve Báthory. Príncep de Transsilvània de 1576 a 1581.
- Segimon Bathory (1572-1613). Fill de Cristofol Bathory. Príncep sobirà de Transsilvània. Mort a Praga el 1613. Casat el 1595 amb l'arxiduquessa austríaca Maria Cristina filla de Carles d'Estíria i cosina de l'emperador Rodolf II, amb el qual s'alià per combatre els turcs, als que venceren a Giurgevo, estipulà un conveni
- Andreu Bathory (1563–1599). Nebot d'Esteve, rei de Polònia, n. a Transsilvània el 1566 i m. el 1599. Cosí de Segimon Bathory. Elevat a la dignitat de Cardenal el 1584 i Príncep de Transsilvània el 1598, veient-se atacat pel voivoda Miquel el Valent, que el va vèncer i assassinà en la fugida.
- Griselda Bathory, Senyora hongaresa, neboda d'Esteve rei de Polònia, que en l'últim terç del segle xvi es casà amb Johann Zamoiski
- Gabriel Bathory (1589-1613). Nebot d'Andreu Bathory. Príncep de Transsilvània.
- Anna Bathory Princesa de Transsilvània, germana d'Esteve rei de Polònia, que va viure en el segle xvi. Va contraure matrimoni amb Jordi Bathory i fou la mare de la famosa Elisabet Bathory.
- Elisabet Bathory (7 d'agost de 1560 -21 d'agost de 1614). Neta del rei polonès Esteve Báthory. Va rebre el sobrenom de La comtessa sagnant pels seus presumptes crims.
- Clara Bathory Senyora pertanyent a la noblesa hongaresa, que visqué en el segle xv; casada en primeres nupcies amb Esteve de Drughet, en enviudar contragué segon matrimoni amb Antoni Losonczy, al que se suposa que emmetzinà.
- Sofia Bathory (1629 - castell de Munkacs, 1680). Neta de Gábor Bathory, casada amb Jordi II Rákóczy, amb aquest matrimoni es van unir les dues famílies dels Rákóczy i els Bathory. Va promoure l'Ortodòxia de l'Est en els seus dominis.